# Hibberdiales
Hibberdiales é uma ordem de Chrysophyceae (algas douradas), que inclui os géneros Chromophyton, Hibberdia e Lagynion.

## Descrição
Os membros da ordem Hibberdiales são microalgas planctónicas de coloração amarelo-esverdeado, caracterizadas pela presença de um único flagelo visível ao microscópio óptico, além de três "raízes" num cinetossoma constituído por microtúbulos. O género monotípico e nominotípico Hibberdia é caracterizado pela presença de duas xantofilas fotossintéticas: a antraxantina e a fucoxantina.

## Taxonomia e sistemática
Na sua presente circunscrição taxonómica a ordem inclui as seguintes famílias:
- Derepyxidaceae (por vezes incluída em Stylococcaceae)
- Hibberdiaceae [5]
- Stylococcaceae [6]